# Rudolfinum
Résidence

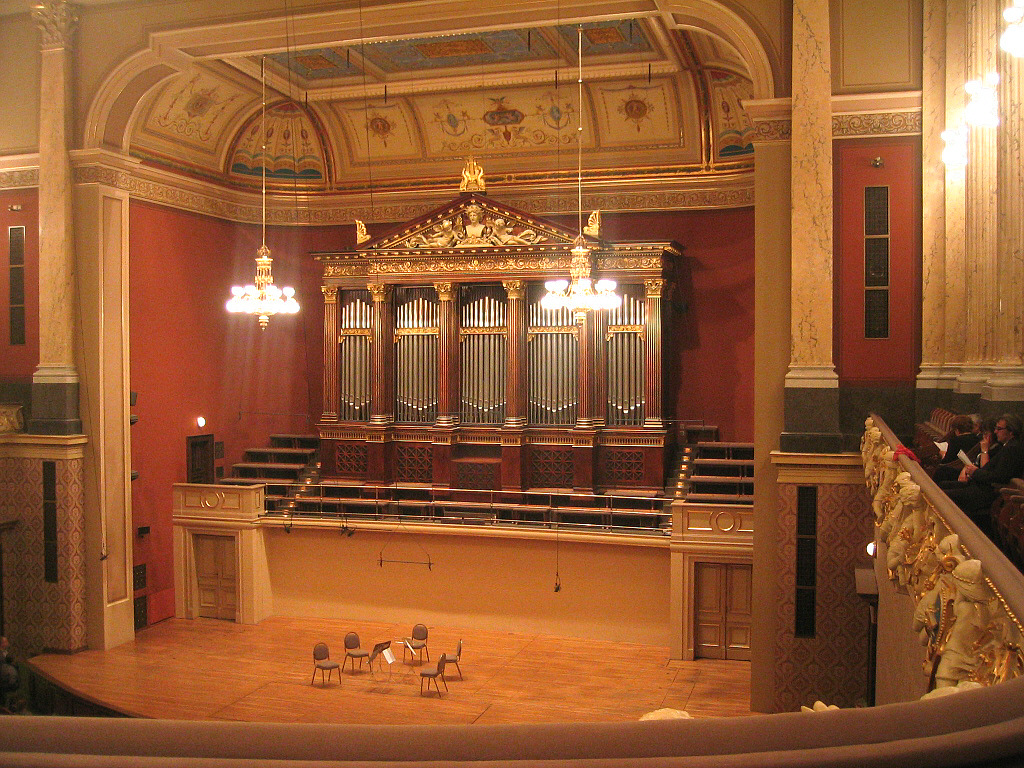
Salle Dvořák.

Le Rudolfinum est un bâtiment néorenaissance situé place Jan Palach à Prague. Il sert de salle de concert (en particulier pour l'orchestre philharmonique tchèque) et de salle d'expositions (Galerie Rudolfinum).

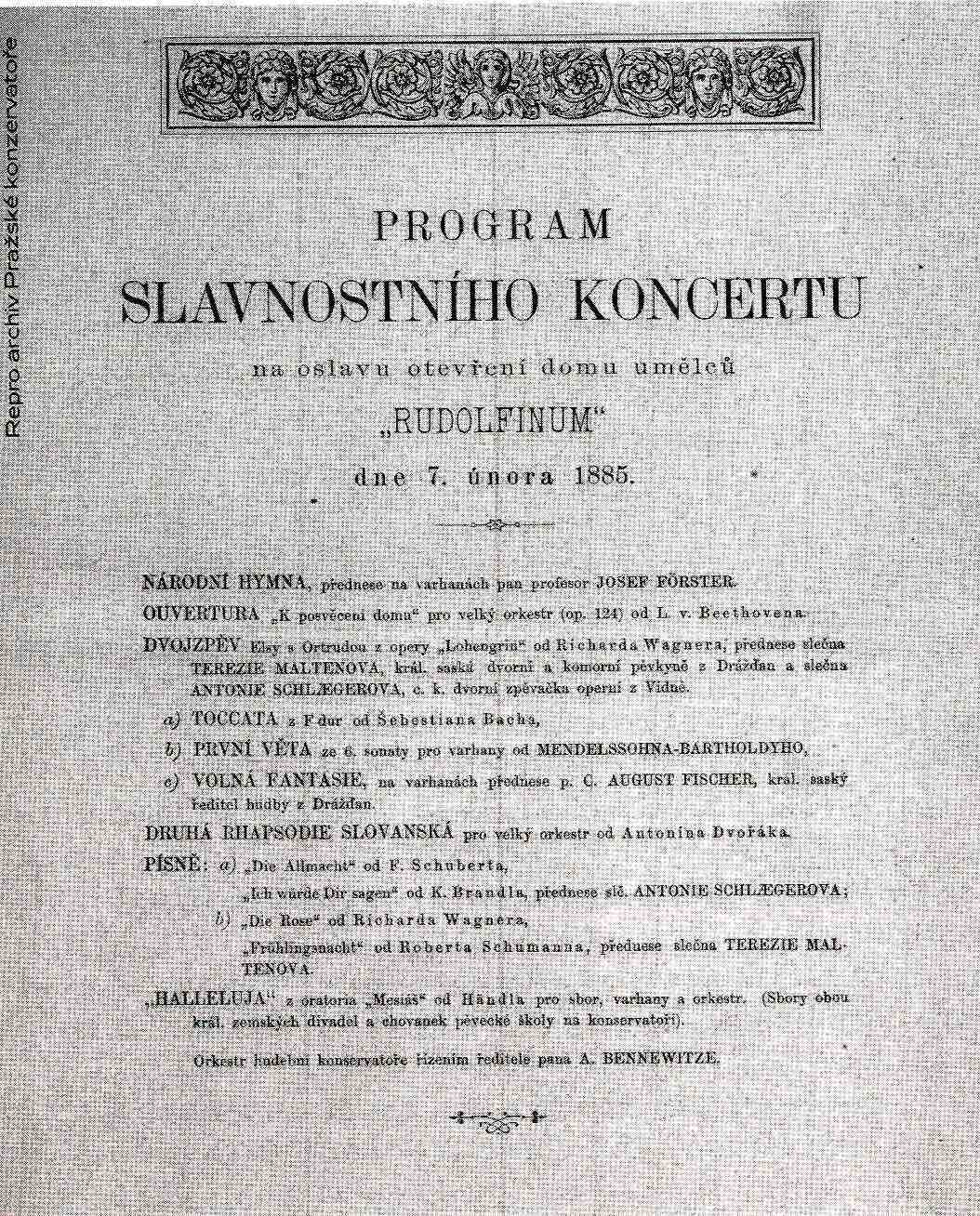
Programme du concert donné pour l'ouverture du Rudolfinum à Prague, sous la direction d'Antonín Bennewitz.

## Histoire
Le Rudolfinum ouvre ses portes le 7 février 1885 comme complexe culturel comprenant des salles d'exposition et une salle de concert. C'est un cadeau de la caisse d'épargne tchèque (Česká spořitelna) à la ville de Prague et la nation tchèque à l'occasion du cinquantième anniversaire de sa fondation. Il doit son nom au prince héritier de l’Empire austro-hongrois, Rodolphe d'Autriche, auquel il est dédié.
Le concours architectural qui a conduit à son édification a été remporté par les architectes Josef Zítek et Josef Schulz, auteurs, en 1881, du Théâtre national. 

Dans l'entre-deux-guerres, le Rudolfinum sert au parlement tchécoslovaque de salle plénière. Une reconstruction générale a lieu entre 1990 et 1992.

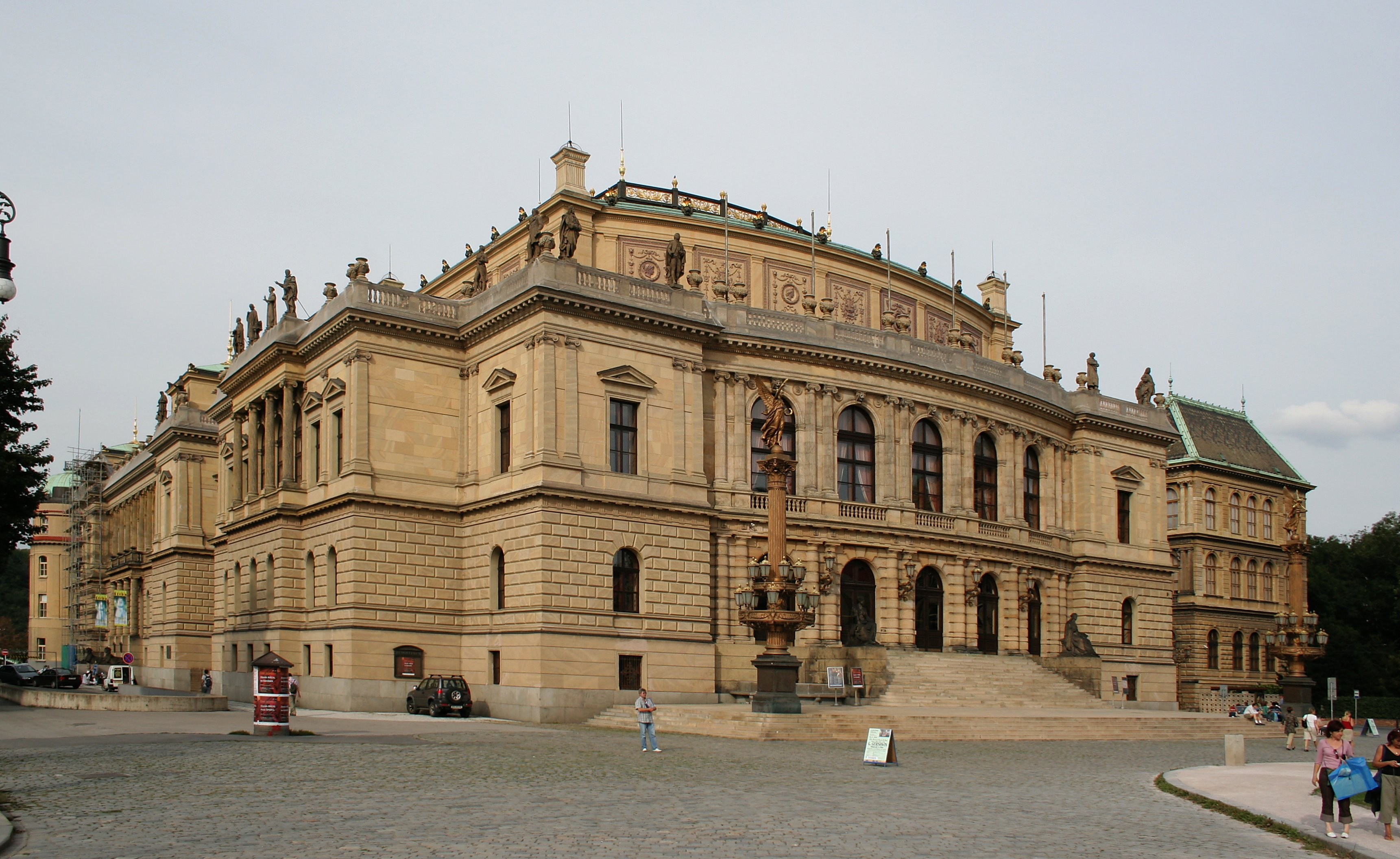
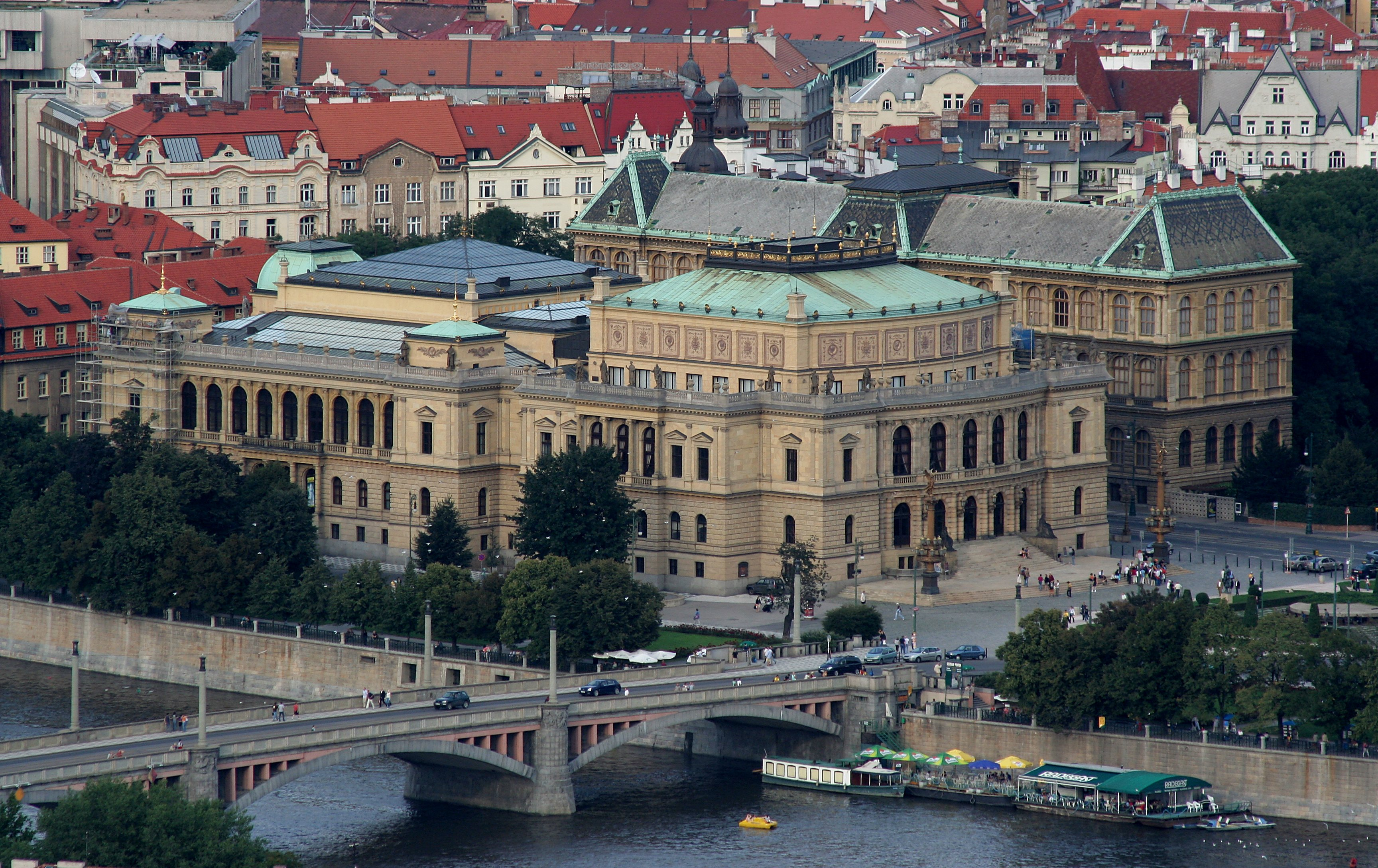
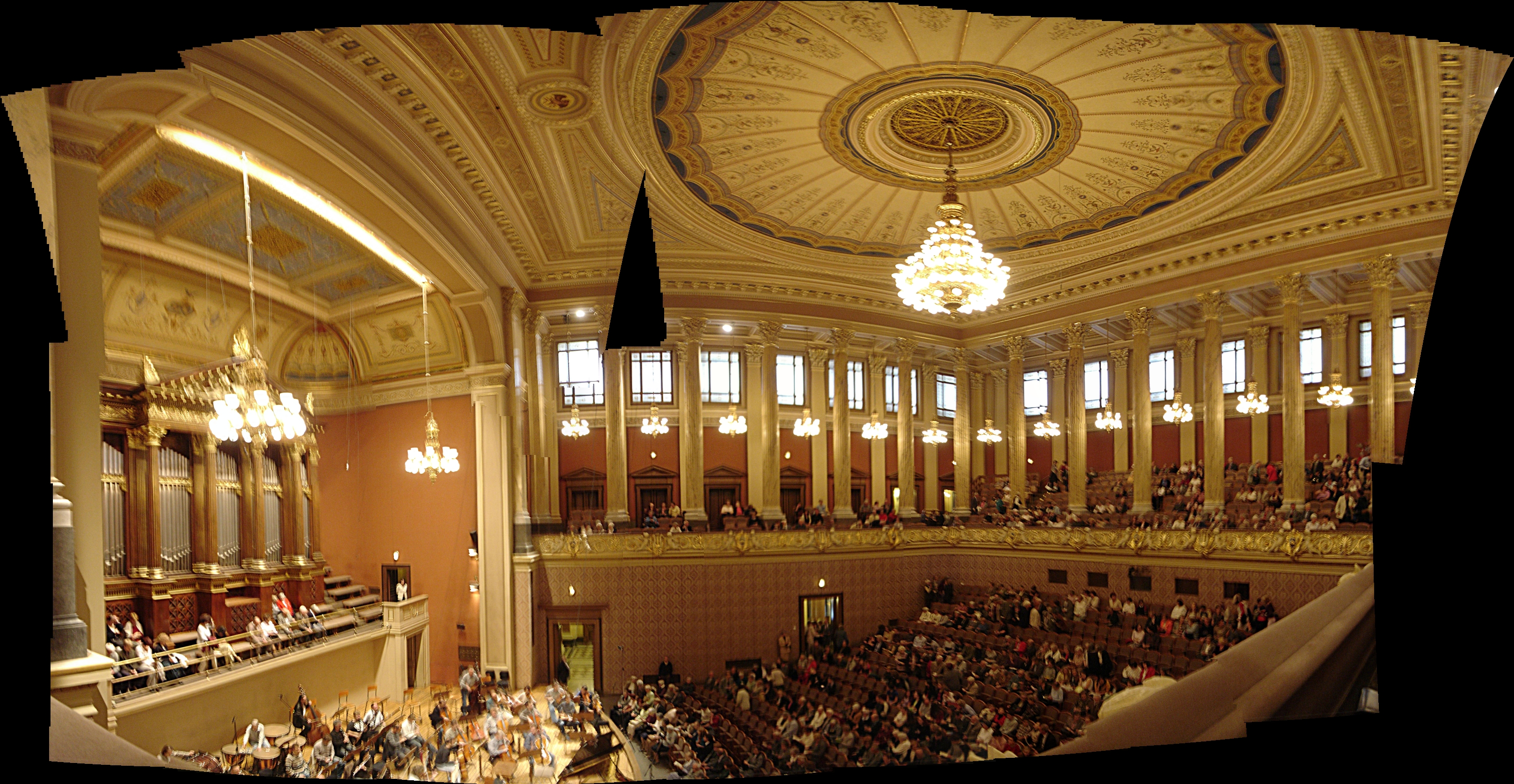
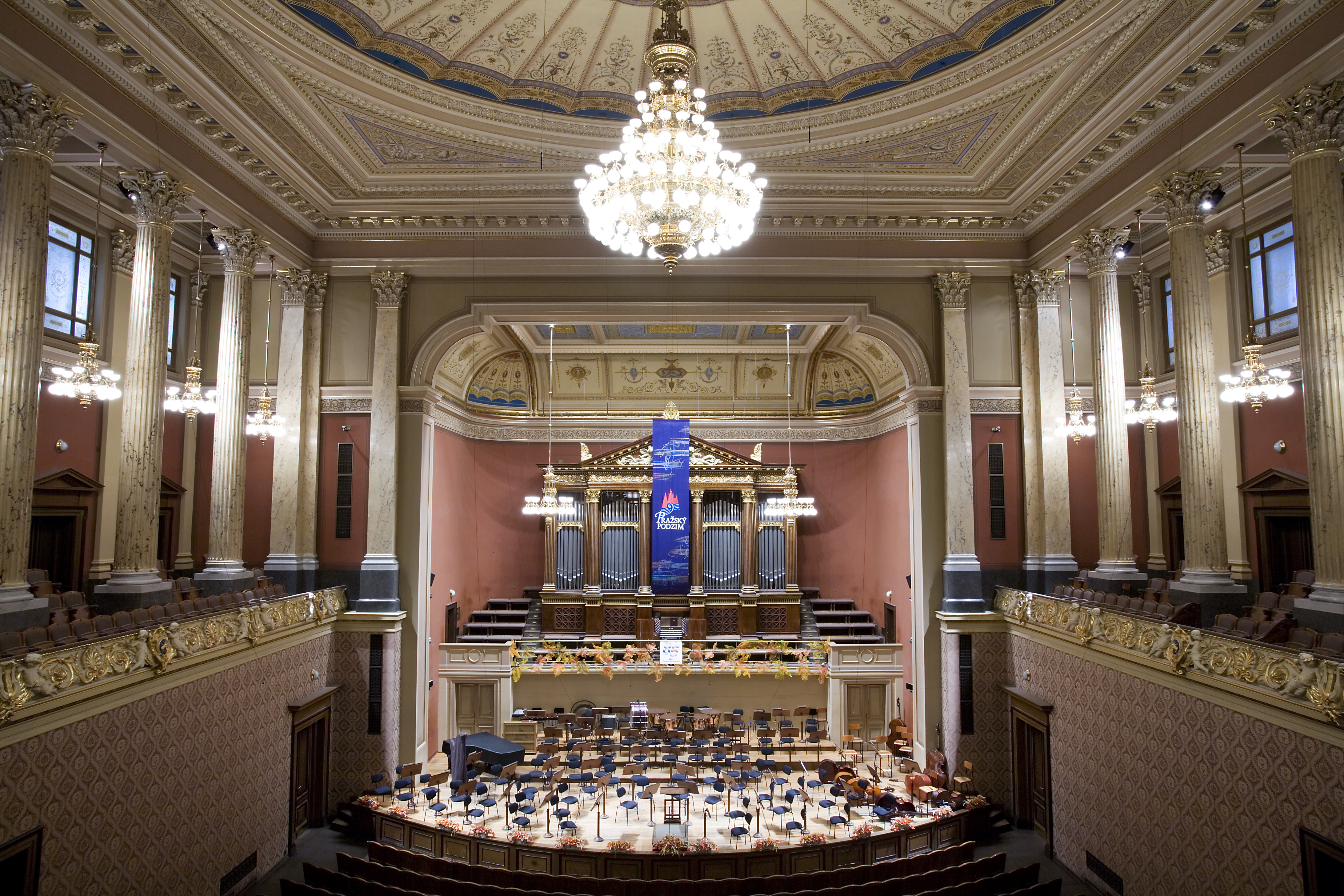
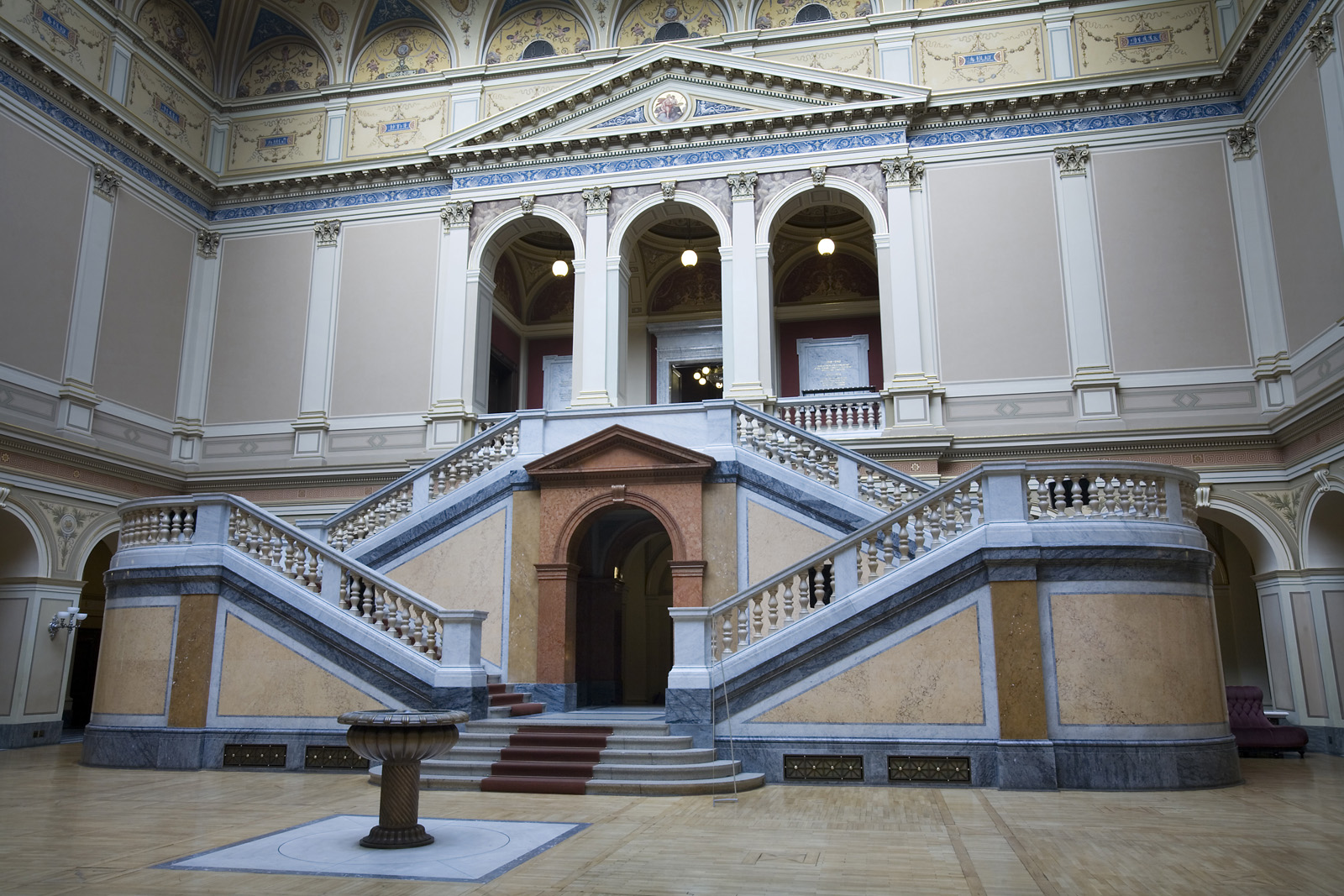